# Chromis limbaughi
Chromis limbaughi là một loài cá biển thuộc chi Chromis trong họ Cá thia. Loài này được mô tả lần đầu tiên vào năm 1980.

## Từ nguyên
Từ định danh limbaughi được đặt theo tên của Conrad Limbaugh, nhà động vật học kiêm thợ lặn và nhiếp ảnh gia dưới nước, người đã thu thập hai mẫu vật nhỏ và là người đầu tiên chụp ảnh loài cá này dưới nước vào năm 1954.

## Phạm vi phân bố và môi trường sống
C. limbaughi được phân bố trong vịnh California, trải dài đến phía nam bán đảo Baja California và bao quần đảo Revillagigedo ngoài khơi. Loài này có thể được xem là đặc hữu của México do chỉ được tìm thấy trong vùng biển thuộc lãnh thổ nước này.
C. limbaughi được thu thập ở độ sâu khoảng 5–75 m.

## Mô tả
C. limbaughi có chiều dài cơ thể lớn nhất được ghi nhận là 12 cm. Cơ thể màu xanh lam xám với phần đầu lốm đốm các vệt sọc màu xanh óng, tạo cho đầu có kiểu màu xanh thẫm. Vây lưng, vây hậu môn và đuôi có màu vàng; màu vàng có thể lan rộng đến một phần lưng và thân sau. Cá con có thêm nhiều đốm màu xanh tím trên lớp vảy.
Số gai ở vây lưng: 13; Số tia vây ở vây lưng: 11–12; Số gai ở vây hậu môn: 2; Số tia vây ở vây hậu môn: 11; Số tia vây ở vây ngực: 18–19; Số gai ở vây bụng: 1; Số tia vây ở vây bụng: 5; Số vảy đường bên: 15–18; Số lược mang: 27–31.

## Sinh thái học
Thức ăn của C. limbaughi là động vật phù du. Cá đực có tập tính bảo vệ và chăm sóc trứng; trứng có độ dính và bám vào nền tổ.